# Ishikari (cràter)
Ishikari és un cràter de l'asteroide del cinturó principal (253) Mathilde, situat amb el sistema de coordenades planetocèntriques a -66.2 ° de latitud nord i 186.9 ° de longitud est. Fa un diàmetre de 29.3 km. El nom va ser fet oficial per la UAI l'any 2000 i fa referència a Ishikari, conca de carbó del Japó.